# Joseph Joachim
Joseph Georg Maria Joachim, Hongaars: Joachim József (Kittsee 'Kopčany' bij Pressburg (Bratislava), 28 juni 1831 - Berlijn, 15 augustus 1907), was een Duits violist, componist en vioolpedagoog van Hongaarse afkomst. Hij wordt gezien als de grondlegger van de moderne viooltechniek en als een van de invloedrijkste violisten ooit.

## Loopbaan
Joachim groeide op in Pest en studeerde vanaf 1839 in Wenen bij onder meer Georg Hellmesberger sr. en Joseph Böhm. Hij stond bekend als een wonderkind. Tot zijn vroege grote successen behoorde een concert in Londen, waar hij als twaalfjarige het vioolconcert van Beethoven speelde met Felix Mendelssohn Bartholdy als dirigent. Hij speelde als solist ook onder leiding van Robert Schumann, Franz Liszt, Heinrich Marschner en anderen. Hij werd directeur van de Hochschule für Musik in Berlijn en was de primarius van het Joachim Strijkkwartet.
Het spel van Joachim werd zowel qua technisch niveau als in de vertolking gezien als zeer hoogstaand; vandaar dat diverse componisten werken aan hem opdroegen. Hij adviseerde Brahms, Dvořák en Bruch bij het componeren van hun vioolconcerten en ook speelde hij een rol in de geschiedenis van dat van Schumann.
Joachim heeft veel violisten opgeleid, onder wie Bronisław Huberman en de Nederlander Willem Kes (later de eerste dirigent van het Concertgebouworkest). Voorts schreef hij samen met Andreas Moser een vioolmethodiek in drie delen. In 1908 gaf Moser de briefwisselingen tussen Joachim en Brahms uit en ook de brieven die in de periode van 1911 tot 1913 tussen Moser zelf en Joachim waren gewisseld.
Als componist schreef Joachim werken voor viool en orkest waarvan vooral het Hongaars concert op. 11 uit 1861 bekend is geworden, cadenzen bij de vioolconcerten van Mozart, Beethoven en Johannes Brahms, en orkestwerken. Hij bewerkte het Grand Duo D 812 van Schubert tot een symfonie in C-majeur.

## Composities
- Op. 1 Twee stukken voor viool en orkest: Andantino, Allegro scherzoso in Bes-groot (1848)
- Op. 2 Drie stukken voor viool of altviool en piano: Romanze, Fantasiestück, Eine Frühlingsfantasie (1848-1852)
- Op. 3 Concert in één deel voor viool en orkest in g-klein (1851)
- Op. 4 Ouverture Hamlet (1853)
- Op. 5 Drie stukken voor viool en piano: Lindenrauschen, Abenglocken, Ballade (1853)
- Op. 6 Ouverture Demetrius (1854)
- Op. 7 Ouverture Henry IV (1854)
- Op. 8 Ouverture voor een komedie van Carlo Gozzi (1854)
- Op. 9 Hebräische Melodien voor altviool en piano
- Op. 10 Variationen (op een oorspronkelijk thema) voor altviool en piano (1855)
- Op. 11 Konzert in ungarischer Weise voor viool en orkest (1861)
- Op. 12 Nocturno in a-klein voor viool en orkest
- Op. 13 Elegische ouverture In Memoriam Heinrich von Kleist (1861)
- Op. 14 Szene der Marfa uit Friedrich von Schillers onvoltooide drama Demetrius (ca. 1869)
- verschillende andere composities zonder Opusnummer.

## Historische opnamen
Joseph Joachim werkte mee aan een serie opnamen toen men nog eenzijdige grammofoonplaten maakte:
- Joachim: Romance in C groot Op. 20 (gespeeld door de componist). Ref 047906. Matrix 218y.
- Bach: 1ste Sonate voor viool in g klein BWV 1001: Prelude. Ref 047903. Matrix 204y.
- Bach: 1ste Partita voor viool in b klein BWV 1022: Bourree. Ref 047904. Matrix 205y.
- Brahms: Hongaarse Dans WoO 1: No 1. Ref 037904, Matrix 219i (Franse persing) of Ref 047904, Matrix 219y (Duitse persing).
- Brahms: Hongaarse Dans WoO 1: No 2. Ref 037905, Matrix 217i (Franse persing) of Ref 047905, Matrix 217y (Duitse persing).

- Bibsys: 90273058
- Biblioteca Nacional de Chile: 000362025
- Biblioteca Nacional de España: XX1726060
- Bibliothèque nationale de France: cb13895651k (data)
- Catàleg d'autoritats de noms i títols de Catalunya: 981058617867806706
- CiNii: DA07444705
- Gemeinsame Normdatei: 118776223
- International Standard Name Identifier: 0000 0001 0857 8868
- Library of Congress Control Number: n81033541
- Nationale Bibliotheek van Letland: 000148564
- MusicBrainz: 6b1a62f4-a1a5-4e24-b40b-3c39d59062d7
- Bibliotheek van het Japanse parlement: 01053995
- Nationale Bibliotheek van Tsjechië: xx0010397
- Nationale bibliotheek van Australië: 35807659
- Nationale Bibliotheek van Israël: 987007263579605171
- Nationale Bibliotheek van Polen: a0000002113552
- Nationale en Universitaire bibliotheek Zagreb: 000413996
- Nederlandse Thesaurus van Auteursnamen: 070059829
- Réseau des bibliothèques de Suisse occidentale: 02-A003426069
- Istituto Centrale per il Catalogo Unico: LO1V133162
- SNAC: w6j38tmv
- Système universitaire de documentation: 03511794X
- Trove: 1096500
- Virtual International Authority File: 59269863
- WorldCat: E39PBJdh6JYpwkPqWDVWRxK8G3